# Rena DeAngelo
Rena DeAngelo é uma diretora de arte canadense. Como reconhecimento, foi nomeado ao Oscar 2016 na categoria de Melhor Direção de Arte por Bridge of Spies.